# Kseniya Konstantinova
Kseniya Semyonovna Konstantinova (em russo: Ксения Семёновна Константинова; 18 de abril de 1925 – 1 de outubro de 1943) foi uma médica da equipe de saúde do Exército Vermelho durante a Segunda Guerra Mundial e heroína póstuma da União Soviética em 4 de junho de 1944. 

## Biografia
Konstantinova nasceu em 18 de abril de 1925, em uma família russa, na vila de Lubny, no então Império Russo. Em 1937, ela e seus dois irmãos mais novos testemunharam a prisão de seu pai, Semyon Grigorievich, um professor do ensino fundamental, pelo NKVD. Ele foi acusado sob o artigo 58 após uma falsa denúncia de colegas. Condenado a cinco anos de prisão como "inimigo do povo", Kseniya e seus irmãos passaram a ser considerados filhos de um inimigo do povo — um estigma do qual ela buscou se livrar por muito tempo, pois sabia que seu pai era inocente. Enquanto isso, sua mãe, Arina Semyonovna, teve que criar os três filhos sozinha. Após concluir o sétimo ano escolar em 1940, Kseniya ingressou na Escola de Paramédicos e Obstetrícia de Lipetsk, onde se formou em 1942. Depois, começou a trabalhar em um hospital na vila de Trubetchino. Determinada a provar seu valor e a contribuir ao máximo para o esforço de guerra, ela fugiu de casa em 1943 para se alistar como médica no Exército, deixando um bilhete para sua mãe, no qual explicava que se sentia compelida a ir para a linha de frente.

## Segunda Guerra Mundial
Ainda sem completar 18 anos, após se voluntariar para o Exército no início de 1943, Konstantinova foi inicialmente enviada para uma brigada de treinamento de infantaria no Distrito Militar do Volga. Em maio, foi destacada para a linha de frente como médica no 730º Regimento de Infantaria da 204ª Divisão de Infantaria, formada a partir de sua brigada de treinamento. Rapidamente, começou a aplicar seus conhecimentos médicos para ajudar soldados feridos. Em julho, durante os intensos combates na região de Kursk, que acabaram forçando as tropas inimigas a recuar 30 quilômetros, ela resgatou dezenas de soldados feridos do calor da batalha. Por sua bravura, recebeu sua primeira condecoração militar, a Medalha "Por Mérito de Combate". Durante a Batalha de Kursk, sofreu uma concussão e precisou ser hospitalizada por um breve período, mas logo retornou ao combate.
Mais tarde, em 25 de julho de 1943, sua divisão foi retirada da linha de frente e incorporada à 43ª Exército na Frente de Kalinin. Logo depois, participou da ofensiva para libertar a cidade de Demidov, que foi retomada das forças alemãs em 21 de setembro, apenas uma semana após o início da operação. Posteriormente, em 1º de outubro, seu batalhão sofreu pesadas baixas durante a batalha pela vila de Shatilovo, também na região de Smolensk. Durante o combate, Konstantinova evacuou o comandante de seu batalhão, Ivan Klevakin, que havia sido gravemente ferido, e em seguida retornou ao campo de batalha para prestar socorro a mais soldados.
Enquanto prestava os primeiros socorros, um grupo de aproximadamente 100 soldados alemães infiltrou-se nas posições soviéticas e cercou a equipe antes de abrir fogo com metralhadoras. Para proteger os soldados feridos sob seus cuidados, Konstantinova pegou uma arma e revidou. Lutou bravamente para defendê-los, abatendo doze inimigos antes de ser atingida na cabeça e perder a consciência. Capturada pelos nazistas como prisioneira de guerra, recusou-se a fornecer qualquer informação sobre as operações militares soviéticas na região. Por sua resistência, foi brutalmente torturada e mutilada, antes de ser esfaqueada e presa ao solo com uma estaca. Seu corpo foi encontrado no dia seguinte por seus companheiros de batalhão, que garantiram que ela fosse enterrada com todas as honras militares.

## Homenagem
Em 9 de outubro de 1943, foi postumamente indicada para receber o título de Heroína da União Soviética, que lhe foi concedido no ano seguinte.